# Universidad Quinnipiac
La Universidad Quinnipiac (Quinnipiac University en inglés y oficialmente) es una universidad privada ubicada en Hamden, Connecticut (Estados Unidos de América). 

## Historia
La universidad fue fundada en 1929 por Samuel W. Tator, un profesor de ciencias empresariales y político, como reacción a la retirada de los programas académicos que la Universidad Northeastern tenía en New Haven, Connecticut. Originalmente la Universidad Quinnipiac se ubicaba en New Haven y se denominaba Connecticut College of Commerce, otorgando titulaciones de grado de asociado exclusivamente. En 1935 cambió de nombre a Junior College of Commerce y en 1951 cambió nuevamente a Quinnipiac College, en agradecimiento a la tribu Quinnipiac que habitaba la zona, y comenzó en otorgar titulaciones de grado. En 1952 la universidad adquirió el Larson College, una institución de educación superior femenina, ampliando su campus, y en 1966 la universidad se mudó a Hamden. A principios de los años 1970 comenzó a ofrecer programas de postgrado. El 1 de julio de 2000 cambió definitivamente su nombre al actual, Universidad Quinnipiac.

## Deportes
Los Quinnipiac Bobcats compiten en la Northeast Conference de la División I de la NCAA,